# Juliane (1981)
Juliane ist eine Filmübung der  Hochschule für Film und Fernsehen der DDR, Potsdam-Babelsberg von Roland Helia aus dem Jahr 1981.

## Handlung
Juliane wohnt in einem Neubaugebiet und während sie noch schläft, schlüpft ihr etwa fünfjähriger Sohn unter ihre Decke. Doch um 4:30 Uhr klingelt der Wecker und die Nacht ist vorbei. Als erstes bekommt der Sohn einen Apfel, der vorerst seinen Hunger stillt. Nach einem Blick aus dem Fenster, der auf einen vorbeifahrenden Güterzug fällt, geht sie unter die Dusche.
Diese Zeit nutzt ihr Sohn, um mit seiner kleinen, etwa einjährigen Schwester in ihrem Kinderbett zu spielen. Das Mädchen wird danach von der Mutti auf den Topf gesetzt und der Junge kann sich jetzt im Bad waschen. Während die Kinder beschäftigt sind, hat Juliane die Zeit, um sich zu schminken. Jetzt zieht sich der Ältere selbstständig an und die Kleine rutscht, auf dem Topf sitzend, durch die Wohnung, bis sie von der Mutti heruntergenommen wird, die anschließend die Bettwäsche in einen Schrank räumt. Zu dritt nehmen sie nun am Frühstückstisch Platz, den der Junge zwischenzeitlich gedeckt hat. Während Juliane noch die, auf dem Balkon hängende, Wäsche abnimmt und ihre Tasche mit den Utensilien packt, die sie am Tag benötigt, kippt der neugierige Sohn eine Schüssel mit Äpfeln aus, die sich in der ganzen Küche verteilen. Nun räumt die Mutti erst einmal die Küche auf, während ihr Sohn sich noch einmal umziehen muss, da die von ihm festgelegte Kleiderordnung nicht mit den Vorstellungen seiner Mutter übereinstimmt. Um 6:00 Uhr sind endlich alle richtig angezogen und der Weg führt durch das Treppenhaus, wo sie auch auf andere Mitbewohner treffen, ins Freie und dann in den Kindergarten.
Jetzt allein, begibt sich Juliane auf den Weg zur Arbeit, bei dem sie auch dem Vater ihrer Kinder begegnet, dem sie aber keine Aufmerksamkeit schenkt, obwohl verschiedene Einblendungen zu verstehen gaben, dass sie noch oft an ihn denken muss. Zum Schluss des Films fährt ein Auto in einen langen dunklen Tunnel, doch nach einiger Zeit erscheint wieder das helle Tageslicht.

## Produktion und Veröffentlichung
Juliane wurde als Schwarzweißfilm von der Hochschule für Film und Fernsehen der DDR, Babelsberg als Filmübung des 1. Studienjahres gedreht. Die erste Aufführung außerhalb der Hochschule ist für den Januar 1981 in der Akademie der Künste der DDR nachgewiesen. Außer dem Regisseur waren noch Eva-Maria Schumann, Heiderose Gerber, Marian Grahl, und Holger Ackermann an der Produktion beteiligt

## Kritik
H. U. meinte in der Neuen Zeit vom 20. Januar 1983, dass es sich hierbei um eine Spielfilmetüde mit sehr stark dokumentarischem Einschlag handelt und schrieb weiter:

„Genaue und liebevolle Beobachtungen des Tagesbeginns einer jungen Arbeiterin, die allein ihre beiden Kinder aufzieht, werden gegeben, und allerdings führt auch der Wille zu künstlerischem Ausdruck zu einigen überstrapazierten und dem Thema nicht gerade angemessenen Symbolismen.“